# 24 Heures du Mans 1967
Navigation
Édition précédente Édition suivante
Les 24 Heures du Mans 1967 sont la 35e édition de l'épreuve et se déroulent les 10 et 11 juin 1967 sur le circuit de la Sarthe. Cette course est la septième manche du Championnat du monde des voitures de sport 1967 (WSC - World Sportscar Championship).

## Nombre de pilotes qualifiés pour la course
108 pilotes sont au départ de ces trente-cinquièmes 24 Heures du Mans.
| 35 Français | 20 Britanniques | 16 Américains  | 9 Allemands     | 7 Belges     |
| 6 Italiens  | 5 Suisses       | 3 Australiens  | 3 Néo-Zélandais | 1 Autrichien |
| 1 Mexicain  | 1 Néerlandais   | 1 Sud-Africain |                 |              |

## Classement final de la course

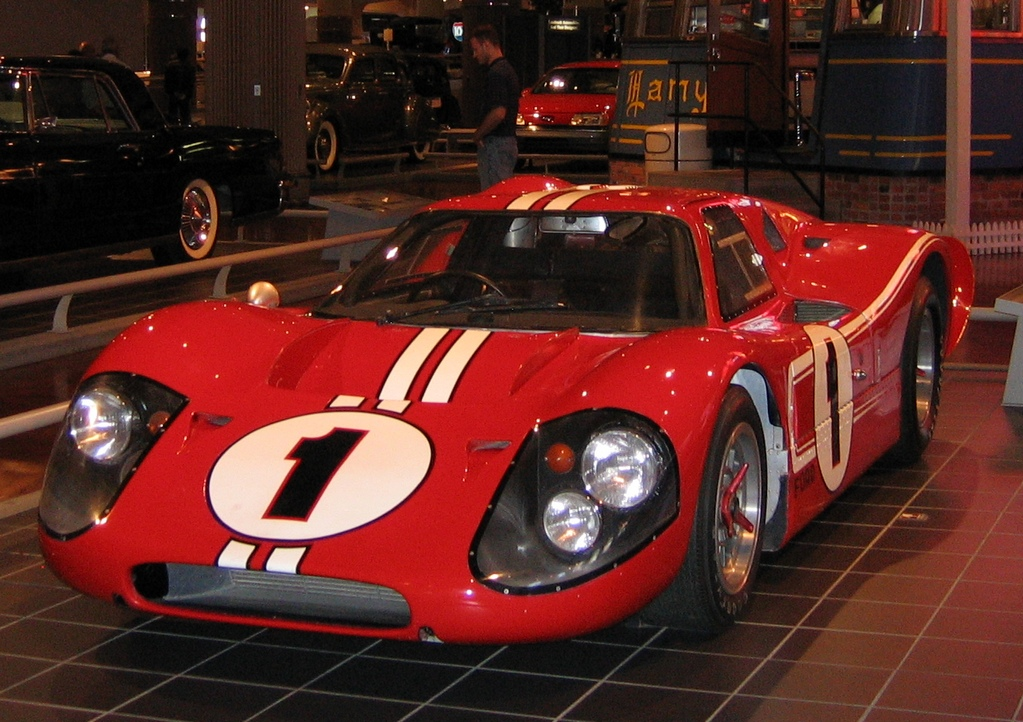
La Ford GT40 Mk.IV, victorieuse de l'édition 1967.

| Pos. | Catégorie | no | Écurie                                                 | Pilotes                                  | Châssis                           | Moteur                  | Pneus | Tours |
| ---- | --------- | -- | ------------------------------------------------------ | ---------------------------------------- | --------------------------------- | ----------------------- | ----- | ----- |
| 1    | P +5.0    | 1  | Shelby-American Inc.                                   | Dan Gurney A. J. Foyt                    | Ford GT40 Mk.IV                   | Ford 7.0L V8            | G     | 388   |
| 2    | P 5.0     | 21 | SpA Ferrari SEFAC                                      | Ludovico Scarfiotti Mike Parkes          | Ferrari 330 P4                    | Ferrari 4.0L V12        | G     | 384   |
| 3    | P 5.0     | 24 | Équipe Nationale Belge                                 | Willy Mairesse Jean Blaton               | Ferrari 330 P4                    | Ferrari 4.0L V12        | F     | 377   |
| 4    | P +5.0    | 2  | Shelby-American Inc.                                   | Bruce McLaren Mark Donohue               | Ford GT40 Mk.IV                   | Ford 7.0L V8            | F     | 359   |
| 5    | P 2.0     | 41 | Porsche System Engineering                             | Jo Siffert Hans Herrmann                 | Porsche 907/6L                    | Porsche 2.0L Flat-6     | D     | 358   |
| 6    | P 2.0     | 38 | Porsche System Engineering                             | Rolf Stommelen Jochen Neerpasch          | Porsche 910/6K                    | Porsche 2.0L Flat-6     | D     | 351   |
| 7    | S 2.0     | 37 | Porsche System Engineering                             | Vic Elford Ben Pon                       | Porsche 906K Carrera 6            | Porsche 2.0L Flat-6     | D     | 327   |
| 8    | S 2.0     | 66 | Christian Poirot                                       | Christian Poirot (de) Gerhard Koch       | Porsche 906 Carrera 6             | Porsche 2.0L Flat-6     | D     | 321   |
| 9    | P 1.3     | 46 | Société des Automobiles Alpine                         | Henri Grandsire José Rosinski            | Alpine A210                       | Renault-Gordini 1.3L I4 | D     | 321   |
| 10   | P 1.3     | 49 | Écurie Savin-Calberson                                 | André de Cortanze Alain Le Guellec       | Alpine A210                       | Renault-Gordini 1.3L I4 | D     | 318   |
| 11   | GT 5.0    | 28 | Scuderia Filipinetti                                   | Dieter Spoerry (pl) Rico Steinemann      | Ferrari 275 GTB/C                 | Ferrari 3.3L V12        | F     | 317   |
| 12   | P 1.3     | 48 | Écurie Savin-Calberson                                 | Roger de Lageneste Jacques Cheinisse     | Alpine A210                       | Renault-Gordini 1.3L I4 | D     | 311   |
| 13   | P 1.6     | 45 | Société des Automobiles Alpine                         | Mauro Bianchi Jean Vinatier              | Alpine A210                       | Renault-Gordini 1.5L I4 | M     | 311   |
| 14   | GT 2.0    | 42 | Auguste Veuillet                                       | Robert Buchet Herbert Linge              | Porsche 911S                      | Porsche 2.0L Flat-6     | D     | 308   |
| 15   | P 1.3     | 51 | Donald Healey Motor Company                            | Clive Baker Andrew Hedges                | Austin-Healey Sprite Le Mans      | BMC 1.3L I4             | D     | 289   |
| 16   | P 1.3     | 64 | Écurie du Maine                                        | Marcel Martin Jean Mesange               | Abarth 1300OT                     | Fiat 1.3L I4            | D     | 262   |
| Abd. | P 5.0     | 19 | SpA Ferrari SEFAC                                      | Günter Klass Peter Sutcliffe (de)        | Ferrari 330 P4                    | Ferrari 4.0L V12        | F     | 296   |
| Abd. | P +5.0    | 57 | Shelby-American Inc.                                   | Ronnie Bucknum Paul Hawkins              | Ford GT40 Mk.IIB                  | Ford 7.0L V8            | G     | 271   |
| Abd. | P +5.0    | 7  | Chaparral Cars Inc.                                    | Phil Hill Mike Spence                    | Chaparral 2F                      | Chevrolet 7.0L V8       | F     | 225   |
| Abd. | P 1.3     | 47 | Société des Automobiles Alpine                         | Jean-Claude Andruet Robert Bouharde      | Alpine A210                       | Renault-Gordini 1.3L I4 | M     | 219   |
| Abd. | P 5.0     | 23 | Maranello Concessionaires                              | Richard Attwood Piers Courage            | Ferrari 412P                      | Ferrari 4.0L V12        | F     | 208   |
| Abd. | P 1.15    | 56 | Écurie Savin-Calberson                                 | Gérard Larrousse Patrick Depailler       | Alpine A210                       | Renault-Gordini 1.0L I4 | D     | 204   |
| Abd. | P 1.15    | 55 | North American Racing Team (NART)                      | Jean-Luc Thérier Francois Chevalier      | Alpine M64                        | Renault-Gordini 1.0L I4 | D     | 201   |
| Abd. | P +5.0    | 3  | Holman & Moody                                         | Mario Andretti Lucien Bianchi            | Ford GT40 Mk.IV                   | Ford 7.0L V8            | F     | 188   |
| Abd. | P +5.0    | 6  | Holman & Moody Ford France S.A.                        | Jo Schlesser Guy Ligier                  | Ford GT40 Mk.IIB                  | Ford 7.0L V8            | G     | 183   |
| Abd. | S 5.0     | 16 | Ford France S.A.                                       | Pierre Dumay Henri Greder                | Ford GT40 Mk.I                    | Ford 4.7L V8            | F     | 179   |
| Abd. | P +5.0    | 5  | Holman & Moody                                         | Roger McCluskey Frank Gardner            | Ford GT40 Mk.IIB                  | Ford 7.0L V8            | F     | 179   |
| Abd. | GT +5.0   | 9  | Dana Chevrolet Inc.                                    | Bob Bondurant Dick Guldstrand            | Chevrolet Corvette C2             | Chevrolet 7.0L V8       | G     | 167   |
| Abd. | P 2.0     | 29 | Équipe Matra Sports                                    | Jean-Pierre Beltoise Johnny Servoz-Gavin | Matra MS630                       | BRM 2.0L V8             | D     | 155   |
| Abd. | P 5.0     | 25 | North American Racing Team (NART)                      | Pedro Rodríguez Giancarlo Baghetti       | Ferrari 330 P3/412P               | Ferrari 4.0L V12        | G     | 144   |
| Abd. | GT 2.0    | 67 | Pierre Boutin                                          | Pierre Boutin Patrice Sanson             | Porsche 911S                      | Porsche 2.0L Flat-6     | D     | 134   |
| Abd. | GT 2.0    | 60 | Philippe Farjon                                        | Philippe Farjon André Wicky              | Porsche 911S                      | Porsche 2.0L Flat-6     | D     | 126   |
| Abd. | S 5.0     | 18 | Scuderia Filipinetti                                   | Umberto Maglioli Mario Casoni            | Ford GT40 Mk.I                    | Ford 4.7L V8            | F     | 116   |
| Abd. | P 5.0     | 20 | SpA Ferrari SEFAC                                      | Chris Amon Nino Vaccarella               | Ferrari 330 P3/P4 Spyder          | Ferrari 4.0L V12        | F     | 105   |
| Abd. | P 2.0     | 40 | Porsche System Engineering                             | Gerhard Mitter Jochen Rindt              | Porsche 907/6L                    | Porsche 2.0L Flat-6     | D     | 103   |
| Abd. | P +5.0    | 8  | Chaparral Cars Inc.                                    | Bob Johnson (de) Bruce Jennings          | Chaparral 2F                      | Chevrolet 7.0L V8       | F     | 91    |
| Abd. | P 5.0     | 22 | Scuderia Filipinetti                                   | Jean Guichet Herbert Müller              | Ferrari P3/412P                   | Ferrari 4.0L V12        | G     | 88    |
| Abd. | P +5.0    | 4  | Holman & Moody                                         | Denny Hulme Lloyd Ruby                   | Ford GT40 Mk.IV                   | Ford 7.0L V8            | F     | 86    |
| Abd. | P 2.0     | 39 | Porsche System Engineering                             | Udo Schütz Joe Buzzetta                  | Porsche 910/6L                    | Porsche 2.0L Flat-6     | D     | 84    |
| Abd. | P 1.15    | 58 | Société des Automobiles Alpine                         | Philippe Vidal Leo Cella                 | Alpine A210                       | Renault-Gordini 1.3L I4 | D     | 67    |
| Abd. | P +5.0    | 14 | John Wyer Automotive Engineering Ltd.                  | David Piper Dick Thompson                | Mirage M1 (Ford GT40 Lightweight) | Ford 5.7L V8            | F     | 59    |
| Abd. | GT 5.0    | 17 | Claude Dubois                                          | Claude Dubois Chris Tuerlinckx           | Ford-Shelby GT 350                | Ford 4.7L V8            | G     | 58    |
| Abd. | P 2.0     | 30 | Équipe Matra Sports                                    | Jean-Pierre Jaussaud Henri Pescarolo     | Matra MS630                       | BRM 2.0L V8             | D     | 55    |
| Abd. | P 1.6     | 44 | Team Elite                                             | David Preston John Wagstaff              | Lotus Europa Mk.47                | Ford Cosworth 1.6L I4   | G     | 42    |
| Abd. | P 1.15    | 53 | S.E.C. Automobiles CD                                  | André Guilhaudin Alain Bertaut           | CD SP66C                          | Peugeot 1.1L I4         | M     | 35    |
| Abd. | P 5.0     | 26 | North American Racing Team (NART)                      | Ricardo Rodriguez Chuck Parsons          | Ferrari 365 P2                    | Ferrari 4.4L V12        | G     | 30    |
| Abd. | P +5.0    | 15 | John Wyer Automotive Engineering Ltd.                  | Jacky Ickx Brian Muir                    | Mirage M1 (Ford GT40 Lightweight) | Ford 5.7L V8            | F     | 29    |
| Abd. | P 1.15    | 52 | S.E.C. Automobiles CD                                  | Dennis Dayan Claude Ballot-Léna          | CD SP66C                          | Peugeot 1.1L I4         | M     | 25    |
| Abd. | P +5.0    | 12 | Lola Cars Ltd. / Team Surtees                          | Peter de Klerk Chris Irwin               | Lola T70 Mk.III                   | Aston Martin 5.0L V8    | F     | 25    |
| Abd. | S 5.0     | 62 | John Wyer Automotive Engineering Ltd. / Viscount Downe | Mike Salmon Brian Redman                 | Ford GT40 Mk.I                    | Ford 4.7L V8            | D     | 20    |
| Abd. | P 1.15    | 54 | Roger Nathan Racing Ltd.                               | Roger Nathan Mike Beckwith               | Costin Nathan                     | Hillman 1.0L I4         | D     | 15    |
| Abd. | P 1.3     | 50 | Marcos Racing Ltd.                                     | Chris Lawrence Jem Marsh                 | Marcos Mini Marcos GT             | BMC 1.3L I4             | D     | 13    |
| Abd. | P +5.0    | 11 | Lola Cars Ltd. / Team Surtees                          | John Surtees David Hobbs                 | Lola T70 Mk.III                   | Aston Martin 5.0L V8    | F     | 3     |
| Abd. | GT 2.0    | 43 | « Franc »                                              | Jacques Dewes Anton Fischhaber           | Porsche 911S                      | Porsche 2.0L Flat-6     | D     | 2     |

Note :
- Dans la colonne Pneus[3] apparaît l'initiale du fournisseur, il suffit de placer le pointeur au-dessus du modèle pour connaître le manufacturier de pneumatiques.

## Pole position et record du tour
- Pole position :  Bruce McLaren (no 2, Ford GT40 Mk.IV, Shelby-American Inc.) en 3 min 24 s 4 (237,082 km/h).
- Meilleur tour en course :  Denny Hulme (no 4, Ford GT40 Mk.IV, Holman & Moody) et  Mario Andretti (no 3, Ford GT40 Mk.IV, Holman & Moody) en 3 min 23 s 6 (238,014 km/h), respectivement aux quarante-et-unième et soixantième tours.

## Prix et trophées
- Victoire au classement à l'indice de rendement énergétique :  Shelby-American Inc. (no 2, Ford GT40 Mk.IV)
- Victoire au classement à l'indice de performance :  Porsche System Engineering (no 41, Porsche 907/6)

## Heures en tête
| no | Voiture        | Écurie               | Pilotes                     | Heures   | Total     |
| -- | -------------- | -------------------- | --------------------------- | -------- | --------- |
| 57 | Ford Mark II B | Shelby-American Inc. | Ronnie Bucknum Paul Hawkins | 1re      | 1 heure   |
| 1  | Ford Mark IV   | Shelby-American Inc. | Dan Gurney A. J. Foyt       | 2e à 24e | 23 heures |

## À noter
- Longueur du circuit : 13,461 km
- Distance parcourue : 5 232,900 km
- Vitesse moyenne : 218,038 km/h
- Écart avec le 2e : 52,310 km
- 310 000 spectateurs